# Mladinovo
Mladinovo (bulgariska: Младиново) är ett distrikt i Bulgarien.   Det ligger i kommunen Obsjtina Svilengrad och regionen Chaskovo, i den sydöstra delen av landet, 250 km öster om huvudstaden Sofia.
Trakten runt Mladinovo består till största delen av jordbruksmark. Runt Mladinovo är det ganska glesbefolkat, med 34 invånare per kvadratkilometer.